# Josette Labbé
Pour les personnes ayant le même patronyme, voir Labbé.
 (novembre 2017).
Si vous disposez d'ouvrages ou d'articles de référence ou si vous connaissez des sites web de qualité traitant du thème abordé ici, merci de compléter l'article en donnant les références utiles à sa vérifiabilité et en les liant à la section « Notes et références ».
Josette Labbé est une romancière et nouvelliste québécoise née à Saint-Benoît-Labre (Beauce) en 1945.

## Notice biographique
(Saint-Benoît-Lâbre, Beauce, 1945 - ) Romancière et nouvelliste, Josette Labbé commence une carrière d'enseignante en 1964 qu'elle terminera trois mois plus tard. Elle passe deux ans à Montréal, puis fait des études au cégep de Jonquière. Durant les années soixante-dix, elle étudie les techniques de documentation au Cégep Lionel-Groulx et elle met au monde quatre enfants. Elle travaille ensuite dans une polyvalente près de son village natal et elle publie quelques nouvelles dans Châtelaine et L'Actualité. Elle est maintenant technicienne en documentation à la commission scolaire Beauce-Etchemin. Elle écrit également des pièces de théâtre d'été qu'elle joue avec sa troupe dans les salles de la région.
Josette Labbé a remporté le premier prix au Concours de textes dramatiques radiophoniques de Radio-Canada en 1975 et elle a reçu le Prix littéraire Esso du Cercle du livre de France pour Jean-Pierre, mon homme, ma mère en 1982. Elle est membre de l'Union des écrivaines et des écrivains québécois.
Katia Stockman

## Œuvres
- Bohémiennes et moutons noirs (1999)
- L'histoire de la morte (2021)
- Jean-Pierre, mon homme, ma mère (1982)
- Les Vingt-quatre heures du clan (1987)

## Honneurs
- 1975 - Prix littéraires Radio-Canada[1]
- 1982 - Prix du Cercle du livre de France, Jean-Pierre, mon homme, ma mère[1]